# José de Armendáriz
José de Armendáriz y Perurena, I marqués de Castelfuerte (Pamplona, Navarra, 2 de noviembre de 1670-Madrid, 16 de abril de 1740) fue un militar y gobernador español, XXVIII Virrey del Perú.

## Carrera militar
Nacido en Pamplona el 2 de noviembre de 1670 en el seno de una familia aristocrática de Navarra formada por Juan de Armendáriz y García de Usechi y María Josefa Perurena y Muguiro, y teniendo como hermano menor a Juan Francisco, fue bautizado cristianamente en la parroquia de San Juan Bautista.
Siendo joven comenzó su carrera militar sirviendo al ejército logrando a los dieciocho años el grado de capitán de caballería. Durante la guerra de Flandes se halló en las batallas de Fleurus (1690) y Neerwinden (1693). Pasó a Cataluña como maestre de campo del cuerpo de dragones, y concurrió al sitio de Palamós y la campaña sobre Barcelona. Destinado a Nápoles y ascendido a brigadier, participó en la guerra de Portugal. Estuvo presente en el sitio de Gibraltar (1704) como mariscal de campo. Promovido luego a teniente general (1706), desempeñó cargos en Extremadura; comandó las tropas reales en la batalla de Lagudina (1708) y tuvo acción decisiva en Villaviciosa (1710). Fue entonces premiado con la Orden de Santiago y, en tal virtud, beneficiado con las encomiendas de Montizón y Chiclana, además de otorgársele, el 30 de junio de 1711, el título de marqués de Castelfuerte. 
Intervino en la pacificación de Aragón y el sitio de Barcelona en 1714; ejerció la gobernación de Tarragona; pasó a Cerdeña y durante la guerra de Sicilia contribuyó a la toma de Mesina y la victoria de Francavilla (1719). Ocupó el puesto de inspector general de la caballería y de los dragones de la Corona de Aragón. Era gobernador y capitán general de Guipúzcoa cuando fue nombrado Virrey del Perú en los primeros días de octubre de 1723.

## Virrey del Perú
Zarpó de Cádiz el 31 de diciembre de 1723; llegó a Cartagena de Indias en febrero de 1724, tras haber hecho escalas en Portobelo, Panamá, Perico y Paita. En Panamá desautorizó la tolerancia hacia los comerciantes ingleses y atacó a los piratas que merodeaban en las proximidades de las costas. Hizo su entrada oficial en Lima bajo palio el 14 de mayo de 1724 recibiendo el poder de manos del arzobispo Diego Morcillo, a quien iba a atribuir después la responsabilidad de la crisis que atravesaba el virreinato. 
En el gobierno económico ordenó una revista de indios para reorganizar el sistema fiscal que quedó incompleta, aunque consiguió aumentar el número de tributarios en más de veinte mil. A pesar de asumir la defensa de la mita forzada y su aumento para reactivar la producción en las minas de Potosí y Huancavelica, este sector continuó en declive. El virrey prestó especial atención al aumento de ciertos impuestos como la sisa, naipes y pulperías para mejorar los ingresos de la Real Hacienda. Por último, mandó encarcelar a varios oficiales de la Casa de la Moneda por corrupción. Dispuso por bando del 17 de junio de 1724 la aplicación de la pena de muerte a toda persona que fuera descubierta practicando el comercio ilícito. No obstante, el contrabando prosiguió a cargo de los navíos franceses y holandeses por los puertos de Arica e Iquique, lo que obligó al virrey a contratar con la compañía privada del marqués de Torre Tagle el apresamiento de los mismos. Poco después, prohibió que los barcos ingleses transportaran mercancías españolas. Finalmente, reglamentó las condiciones para el embarque de la "plata piña" hacia España.
En defensa, asesorado por el marino Blas de Lezo, dispuso que, en Guayaquil, se acelerara la carena de los navíos "Capitana" y "Almiranta", al tiempo que hizo poner una nueva a quilla al navío de guerra San Fermín. Fortaleció a un coste de 150.000 pesos el puerto de El Callao con nuevos rompeolas y murallas que encomendó al ingeniero Nicolás Rodríguez. También hizo una inversión apreciable en el refuerzo de las defensas militares de Santa Marta, Cartagena de Indias, Portobelo, Panamá, Valdivia, Buenos Aires y Montevideo.
Bajo este gobierno comenzó una coyuntura de rebeliones en los Andes. La sedición más importante ocurrió en Paraguay en 1721 cuando José de Antequera, fiscal de la Audiencia de Charcas, aplicando sus atribuciones de juez pesquisador, condujo la Sumaria Averiguación sobre los seis cargos que acusaban al gobernador Diego de los Reyes Balmaceda por mal desempeño Diego de los Reyes y asumió tal cargo haciendo uso de un pliego cerrado de nombramiento que le habían entregado las autoridades de la Audiencia de Charcas. Antequera expulsó a los jesuitas del territorio guaraní en 1724, lo que provocó que el virrey encomendara su captura a una expedición militar comandada por el gobernador del Río de la Plata, Bruno Mauricio de Zabala. Antequera huyó a Córdoba desde Tucumán, se refugió en un convento franciscano, y luego partió clandestinamente hacia Lima, en donde fue capturado en 1726. Al finalizar su proceso, que duró cinco años, fue ahorcado en la Plaza de Armas de Lima. Otro alzamiento que el marqués de Castelfuerte tuvo que enfrentar fue el que protagonizaron los mestizos de Cochabamba liderados por Alejo Calatayud en 1730. La causa de esta rebelión fue el rumor de que el virrey quería empadronar a este sector social para que pagara impuestos. Calatayud fue capturado y ajusticiado en su celda en enero de 1731. A esos desórdenes se unieron insurrecciones indígenas en Azángaro, Carabaya, Cotabambas y Castrovirreina, que tuvieron como causa los abusos que cometían los corregidores en el sistema de repartos de mercancías.
En cuanto al Patronato Real, en 1730 se inauguró en Lima el monasterio de las Nazarenas, en 1732 el marqués de Casa Concha culminó las dos portadas posteriores de la Catedral y se fundó una casa de recogimiento para mujeres de mal vivir. Las denuncias del virrey referidas al enriquecimiento ilícito de los curas de parroquia y las órdenes religiosas provocaron su enfrentamiento con el cabildo eclesiástico. Con la Inquisición, las relaciones también fueron tensas, sobre todo en 1732, cuando el marqués de Castelfuerte fue obligado a comparecer ante el Santo Oficio en calidad de testigo de una causa por sacrilegio. Entre los desastres naturales acontecidos durante su mandato cabe destacar el terremoto de Santiago de Chile y Concepción de 1730 que destruyó templos y casas.
Su gobierno culminó a los 11 años, 7 meses y 21 días cuando la Corona le relevó y nombró en su lugar a Antonio José de Mendoza Caamaño y Sotomayor, marqués de Villagarcía. Al concluir su memoria de gobierno, en parte redactada por el polígrafo Pedro de Peralta y Barnuevo, José de Armendáriz partió hacia Acapulco a bordo del navío San Fermín el 17 de enero de 1736. En premio a sus servicios, Felipe V le otorgó el collar de la Orden del Toisón de Oro. Residió en Pamplona y en Madrid, lugar este último en el que murió, sin descendencia, el 16 de abril de 1740, por lo cual todos sus títulos nobiliarios fueron legados a su hermano.